# Direktni marketing
Direktni marketing je jedan od instrumenata promocije, koji teži da dosegne auditorijum bez korišćenja tradicionalnih promotivnih kanala, kao što su TV, radio ili novine. Promotivna poruka je usmerena direktno na pojedinca, koristeći tehnike kao što su: katalozi, flajeri, pošta, telemarketing i slično.
Direktni marketing je jedan od vrsta marketinga. Postoje dve glavne karakteristike koje ga razlikuju od ostalih vrsta marketinga. Prva je da svoju poruku šalje direktno kupcima. Druga karakteristika se sastoji u tome da direktni marketing kreira "poziv na akciju".
Direktni marketing je najčešće korišćen od strane malih i srednjih preduzeća sa limitiranim budžetom za promociju i koja nemaju prepoznatljivu promotivnu poruku.

## Kanali direktnog marketinga

### Direktna pošta
Najčešće korišćena forma direktnog marketinga je direktna pošta. Koristi se tako što preduzeće šalje pismo na sve adrese u određenoj oblasti ili na sve adrese sa određene liste.
Direktna pošta uključuje promotivna pisma, kataloge, free-trial CD-ove i slične instrumente, koji se šalju na određene adrese koristeći usluge Pošte ili sličnih organizacija.
Preduzeća često usavršavaju ovaj oblik promocije i kreiraju takozvanu targetiranu poštu. Na osnovu analize baze podataka, identifikuju se oni ljudi za koje postoji velika verovatnoća da će pozitivno reagovati na poštu, tj. odlučiti se na kupovinu i samo se njima šalje pošta. Na primer, osoba koja je prethodno pokazala interes za golf, može primiti poštu koja promoviše proizvode vezane za igrače golfa. Ovakav način korišćenja analize baze podataka Database Marketing.

### Telemarketing
Telemarketing je još jedan često korišćen instrument direktnog marketinga, gde marketari stupaju u kontakt sa potencijalnim kupcima putem telefona. Nepopularnost ovog instrumenta je primorala neke države da kreiraju liste brojeva telefona koji su zabranjeni za pozive ove svrhe. Korisnici telefonskih usluga koji ne žele da primaju telemarketing pozive mogu da se prijave na ovu listu. U tim državama su takođe razvijene zakonske mere koje predviđaju visoke kazne za ona preduzeća koja krše ovo pravilo. U SAD ove liste su počele da važe od oktobra 2003. godine. U roku od godinu dana 62 miliona ljudi se prijavilo na ovu listu. Tele marketari su se protivili kreiranju ovih listi, ali sada se većina njih povinuje ovom zakonu i izbegava da kontaktira telefonske brojeve sa liste. Bitno je naglasiti da ove liste ne važe za neprofitne organizacije.

### E-mail marketing
E-mail marketing je treći instrument direktnog marketinga. Glavna briga je to što primala može e-mail preduzeća da klasifikuje kao spam poštu. Međutim, danas se javlja veliki broj e-mail provajdera koji omogućuju svojim klijentima da se njihova pošta ne klasifikuje kao spam kod primaoca.

### TV marketing sa direktnim odgovorom
TV marketing ima dve osnovne forme: duga (polučasovna ili jedan čas duga emisija koja detaljno objašnjava karakteristike proizvoda) i kratka (reklama u trajanju 30 i 60 sekundi koja poziva potencijalne kupce na akciju, obično poziv besplatnog broja ili poseta web sajta).